# 阿曼达·哈迪
阿曼达·哈迪（英語：Amanda Hardy，1971年12月10日—），澳大利亚女子羽毛球运动员。她曾代表澳大利亚参加1994年和1998年英联邦运动会羽毛球比赛，获得二枚铜牌。她也曾参加1996年和2000年夏季奥运会。